# The Queen of My Dreams
The Queen of My Dreams ist eine Filmkomödie/Tragikomödie von Fawzia Mirza. Der Film feierte im September 2023 beim Toronto International Film Festival seine Weltpremiere. Der Kinostart in Kanada erfolgte im März 2024.

## Handlung
Nach dem plötzlichen und unerwarteten Tod ihres Vaters Hassan muss sich die Pakistanerin Azra, die in Toronto lebt, mit ihrer Kindheit und ihrer Jugend und ihrer konservativen Erziehung auseinandersetzen. Ihre Beziehung zu ihren Eltern war seit ihrem Coming-out als Lesbe nicht die beste.

## Produktion

### Regie und Drehbuch

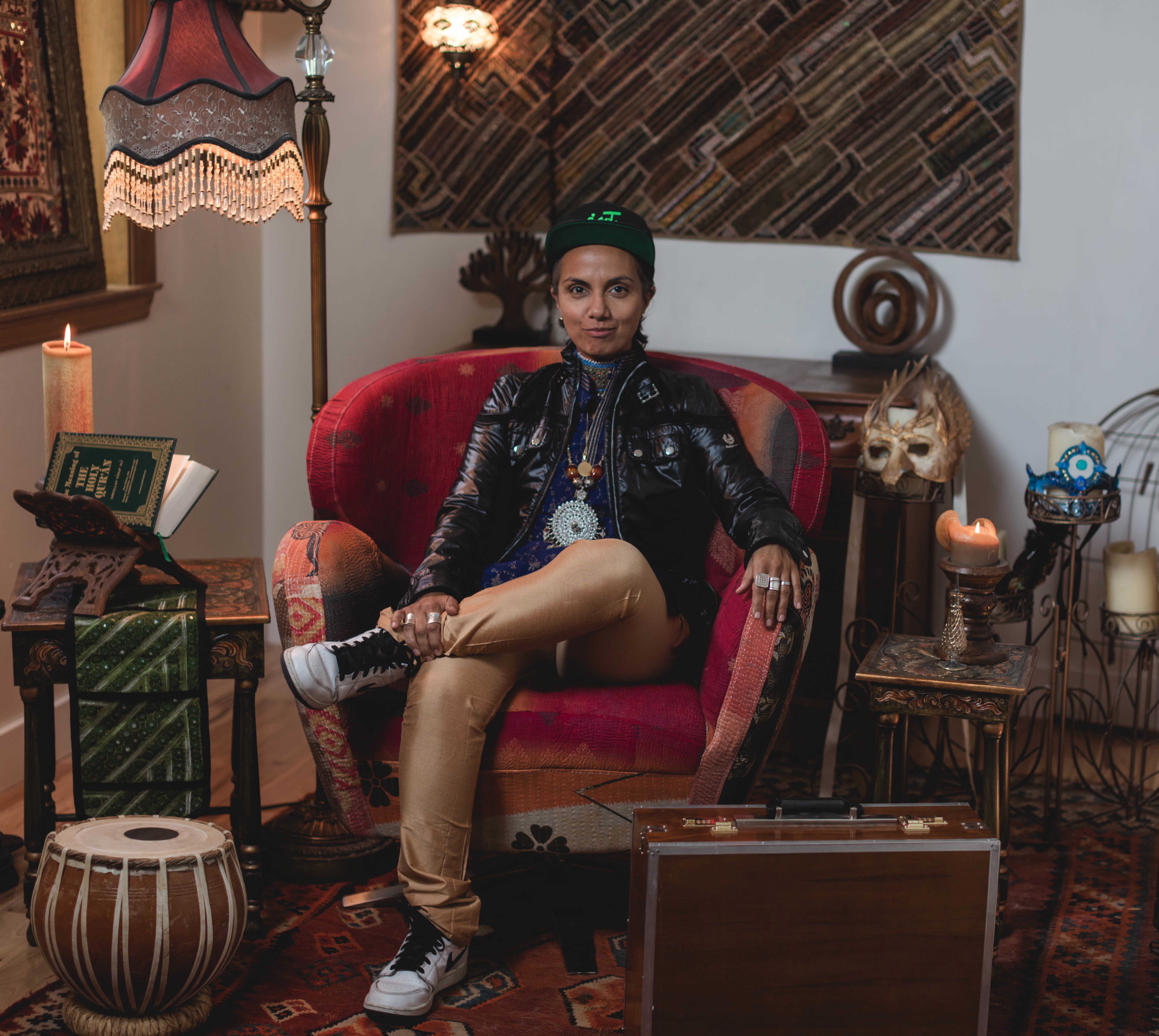
Regisseurin und Drehbuchautorin Fawzia Mirza

Regie führte Fawzia Mirza. Es handelt sich bei The Queen of My Dreams um das Spielfilmdebüt der im kanadischen London geborenen, pakistanisch-kanadisch-US-amerikanischen Autorin und Schauspielerin, bekannt als Hauptdarstellerin in den Webserien Kam Kardashian und Brown Girl Problems. Ihre Eltern stammten aus Indien, wanderten aber nach Pakistan aus. Sie wuchs in Nova Scotia auf, bevor ihre Familie nach Indiana zog, wo sie ihren High-School-Abschluss machte.
Für den Film adaptierte Mirza ihr gleichnamiges Theaterstück, das wiederum auf Grundlage ihres Kurzfilms The Queen of My Dreams aus dem Jahr 2012 entstand. Andere Kurzfilme von ihr sind The First Session, Spunkle, Reclaiming Pakistan, The Streets Are Ours, Saya, I Know Her und Noor & Layla. In ihrer Mockumentary The Muslim Trump von 2016 erzählt sie die  Geschichte von Donald Trumps fiktiver, unehelicher, muslimischer Tochter.

### Besetzung und Dreharbeiten
Amrit Kaur spielt in der Hauptrolle Azra. Die Schauspielerin ist vor allem für ihre Rolle in der Fernsehserie The Sex Lives of College Girls von Mindy Kaling und Justin Noble bekannt. Hamza Haq spielt Azras verstorbenen Vater Hassan. Weiter auf der Besetzungsliste befinden sich Nimra Bucha, Charlie Boyle, Kirstin Howell, Josh MacDonald, Ali Kazmi, Lindsay Watters, Kya Mosey, Emerson MacNeil, Meher Jaffri, Ayana Manji, Adnan Jaffar und Bakhtawar Mazhar.
Die Dreharbeiten fanden 2022 an 30 Drehtagen in Karachi und an 10 Drehtagen in der kanadischen Provinz Nova Scotia statt. Als Kameramann fungierte der Kanadier Matt Irwin. Der Arbeitstitel war Me, My Mom & Sharmila.

### Filmmusik und Veröffentlichung

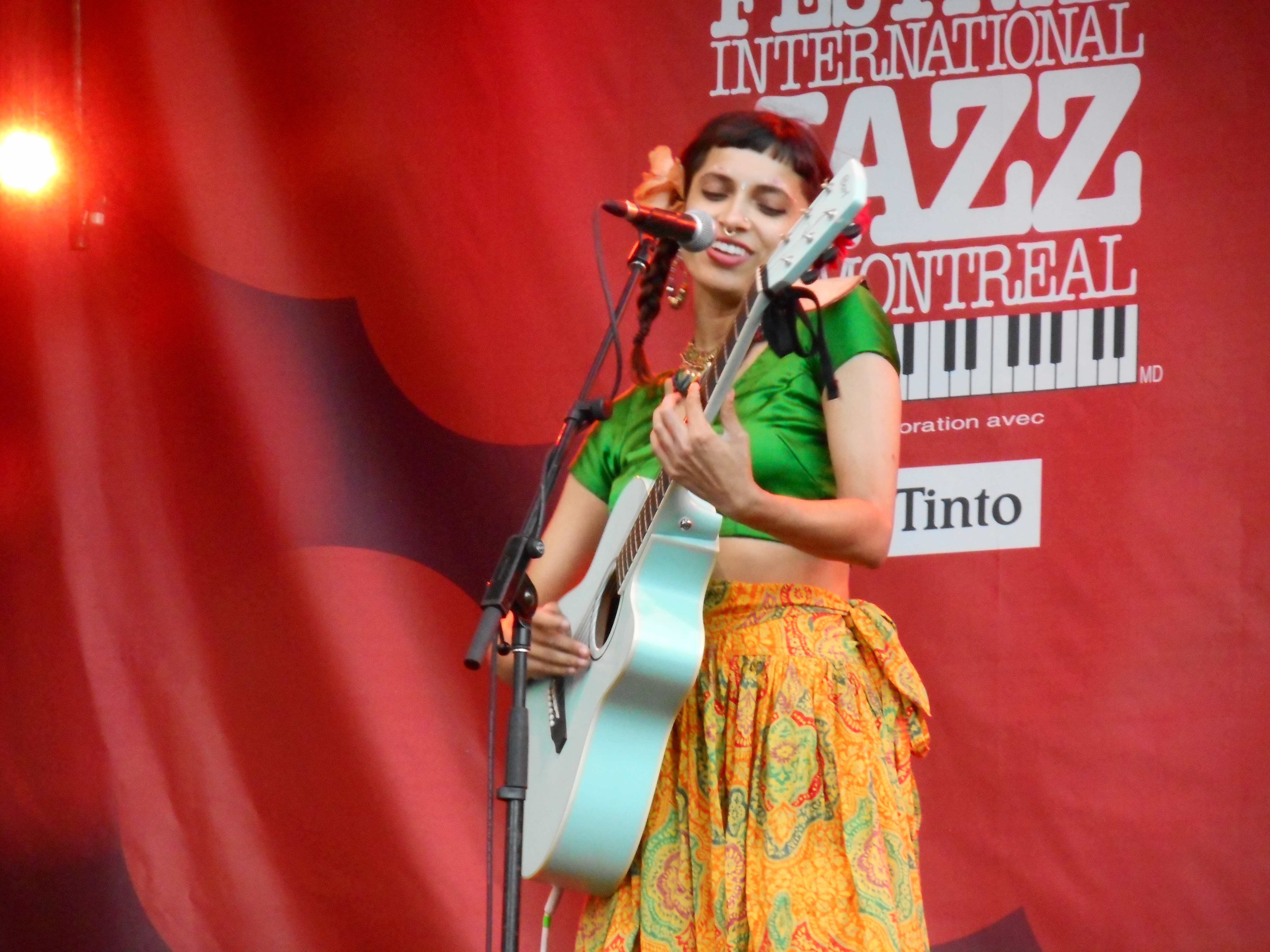
Die Filmmusik komponierte Alysha Brilla

Die Filmmusik komponierte die kanadische Musikerin und Songwriterin Alysha Brilla.
Im Mai 2023 wurde der Film beim Marché du film der Internationalen Filmfestspiele von Cannes präsentiert. Die Weltpremiere fand am 8. September 2023 beim Toronto International Film Festival statt, wo der Film in der Sektion Discovery gezeigt wurde. Ende September 2023 wurde der Film beim Calgary International Film Festival gezeigt.  Im Oktober 2023 wurde The Queen of My Dreams beim London Film Festival vorgestellt, wo der Film im First Feature Competition nominiert war. Im Februar 2024 wurde The Queen of My Dreams beim Queer Screen Mardi Gras Film Festival in Sydney und im März 2024 beim South by Southwest Film Festival gezeigt. Am 22. März 2024 kam der Film in die kanadischen Kinos. Ebenfalls im März 2024 wurde er beim London LGBTQIA+ Film Festival gezeigt und im April 2024 beim Miami Film Festival. Ende April 2024 wurde der Film beim Outshine Film Festival und beim Sunny Bunny Queer Film Festival vorgestellt. Im Juni 2024 wurde der Film beim Bentonville Film Festival und bei Frameline48 gezeigt, der 48. Ausgabe des San Francisco International LGBTQ+ Film Festivals, gezeigt. Anfang Juli 2024 wurde The Queen of my Dreams beim Filmfest München vorgestellt. Am 20. Juni 2025 kam der Film in ausgewählte US-Kinos. Ebenfalls im Juni 2025 sind Vorstellungen beim Internationalen Filmfest Emden-Norderney geplant.

## Rezeption

### Kritiken
Von den bei Rotten Tomatoes aufgeführten Kritiken sind 89 Prozent positiv. Bei Metacritic erhielt der Film einen Metascore von 63 von 100 möglichen Punkten.

### Auszeichnungen
Canadian Screen Awards 2024
- Nominierung für das Beste Drehbuch (Fawzia Mirza)
- Auszeichnung für die Beste Hauptrolle (Amrit Kaur)
- Nominierung für das Beste Szenenbild (Michael Pierson)
- Nominierung für die Beste Filmmusik (Alysha Brilla)
- Auszeichnung für den Besten Song (Qurram Hussain für Ishq Ki Na Koi Bhi Hud Hai)[24][25][26]

Cleveland International Film Festival 2024
- Nominierung als Bester Spielfilm im International Narrative Competition[27]

Directors Guild of Canada Awards 2024
- Nominierung für die Beste Regie – Spielfilm (Fawzia Mirza)
- Nominierung für das Beste Szenenbild – Film, limited Budget (Michael Pierson)[28]

Iris-Preis 2023
- Auszeichnung für die Beste weibliche Rolle – Spielfilm (Amrit Kaur)[29]

London Film Festival 2023
- Nominierung im First Feature Competition[10]

Miami Film Festival 2024
- Nominierung für den Jordan Ressler First Feature Award[14]

Savannah Film Festival 2024
- Nominierung im Wettbewerb
- Special Jury Recognition: Spotlight Performance (Amrit Kaur)[30][31]

South by Southwest Film Festival 2024
- Nominierung für den Publikumspreis